# Blacc Hollywood
Blacc Hollywood is het vijfde studioalbum van de Amerikaanse rapper Wiz Khalifa. Het album is uitgebracht op 18 augustus 2014 onder Rostrum Records en Atlantic Records. Op het album komen gastoptredens voor van Juicy J, Ty$, Chevy Woods, Project Pat, Ghost Loft, Snoop Dogg, ScHoolboy Q, Nas, Rick Ross, Nicki Minaj, Curren$y, Pimp C en Young Jeezy.

## Tracklist
| Nr. | Titel                               | Duur |
| --- | ----------------------------------- | ---- |
| 1.  | Hope (met Ty$)                      | 5:24 |
| 2.  | We Dem Boyz                         | 3:44 |
| 3.  | Promises                            | 3:10 |
| 4.  | KK (met Project Pat en Juicy J)     | 4:09 |
| 5.  | House in the Hills (met Curren$y)   | 4:52 |
| 6.  | Ass Drop                            | 2:46 |
| 7.  | Raw                                 | 3:37 |
| 8.  | Stayin Out All Night                | 4:17 |
| 9.  | The Sleaze                          | 4:25 |
| 10. | So High (met Ghost Loft)            | 4:09 |
| 11. | Still Down (met Chevy Woods en Ty$) | 4:16 |
| 12. | No Gain                             | 4:19 |
| 13. | True Colors (met Nicki Minaj)       | 4:15 |

| Nr. | Titel                                                   | Duur |
| --- | ------------------------------------------------------- | ---- |
| 14. | We Dem Boyz (Remix) (met Rick Ross, Schoolboy Q en Nas) | 5:19 |
| 15. | You and Your Friends (met Snoop Dogg en Ty$)            | 3:08 |

| Nr. | Titel                                     | Duur |
| --- | ----------------------------------------- | ---- |
| 16. | On Me (met Young Jeezy)                   | 4:03 |
| 17. | Word On the Town (met Juicy J and Pimp C) | 4:09 |
| 18. | Incense                                   | 3:11 |